# منطقه پودونگ
منطقه پودونگ (به چینی: 浦东新区، به پین‌یین: Pǔdōng xīnqū، تلفظ شانگهایی: phu ton sin chiu) یک منطقهٔ شهرداری تابع شهر شانگهای و همین‌طور یک «منطقهٔ نو» تابع دولت مرکزی (به چینی: 国家级新区، به پین‌یین: Guójiā-jí xīn qū) در جمهوری خلق چین است.
«مناطق نو» مناطق ویژهٔ اقتصادی هستند که حمایت‌های خاص اقتصادی، زیرساختی، یا توسعه‌ای دریافت می‌کنند. این حمایت‌ها در جمهوری خلق چین می توانند از جانب دولت مرکزی، دولت استانی، و یا مدیریت ولایتی، شهرستانی،‌ یا قصبه‌ای داده شوند. منطقهٔ پودونگ، تابع دولت مرکزی چین بوده و مستقیما از دولت مرکزی حمایت دریافت می‌کند.

## خصوصیات
منطقه پودونگ ۱٬۲۱۰٫۴ کیلومترمربع مساحت و ۵٬۰۴۴٬۴۳۰ نفر جمعیت دارد.

## خواهرخوانده
شهر کووپیو خواهرخواندهٔ منطقه پودونگ هست.

## نگارخانه

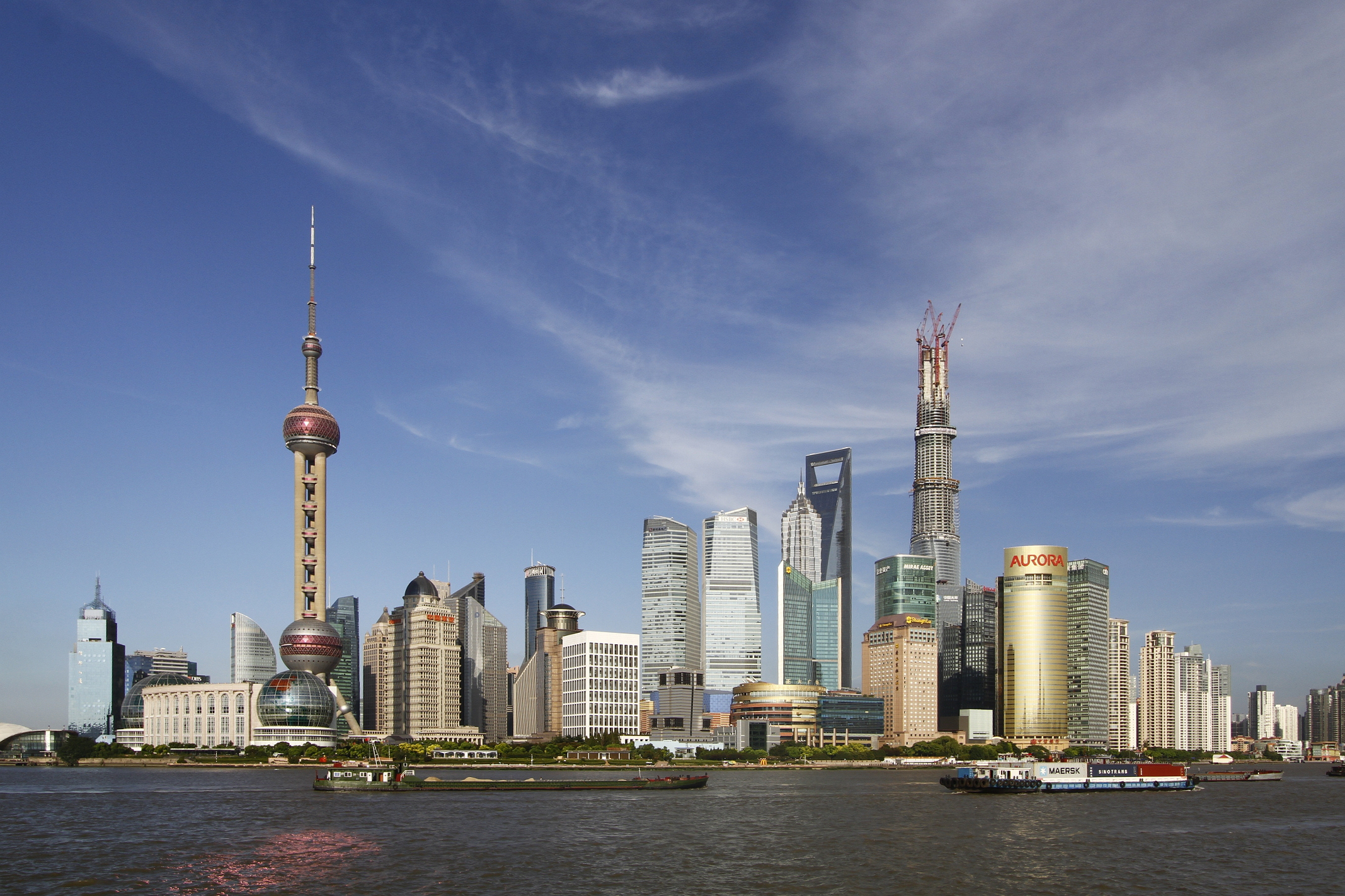
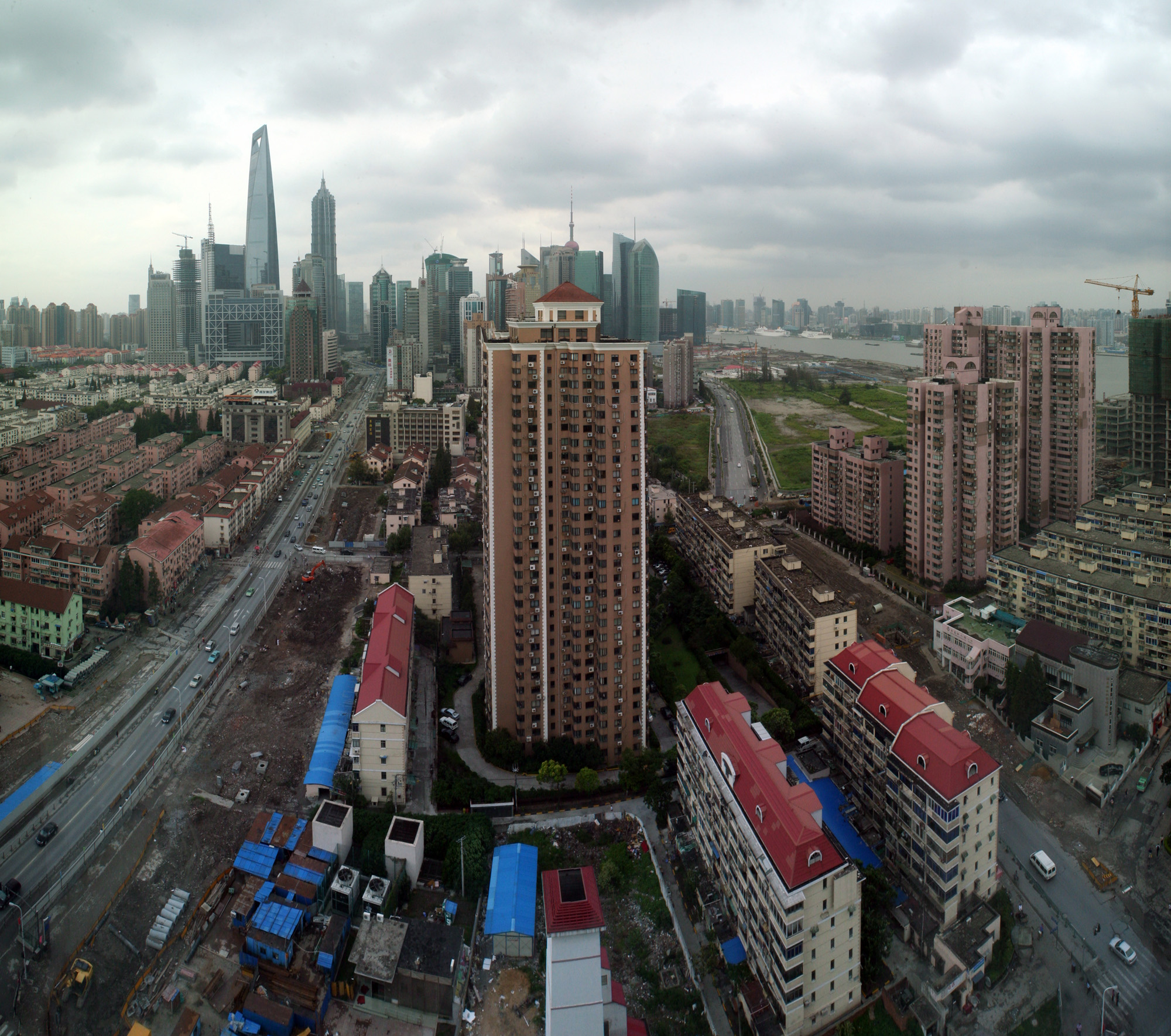
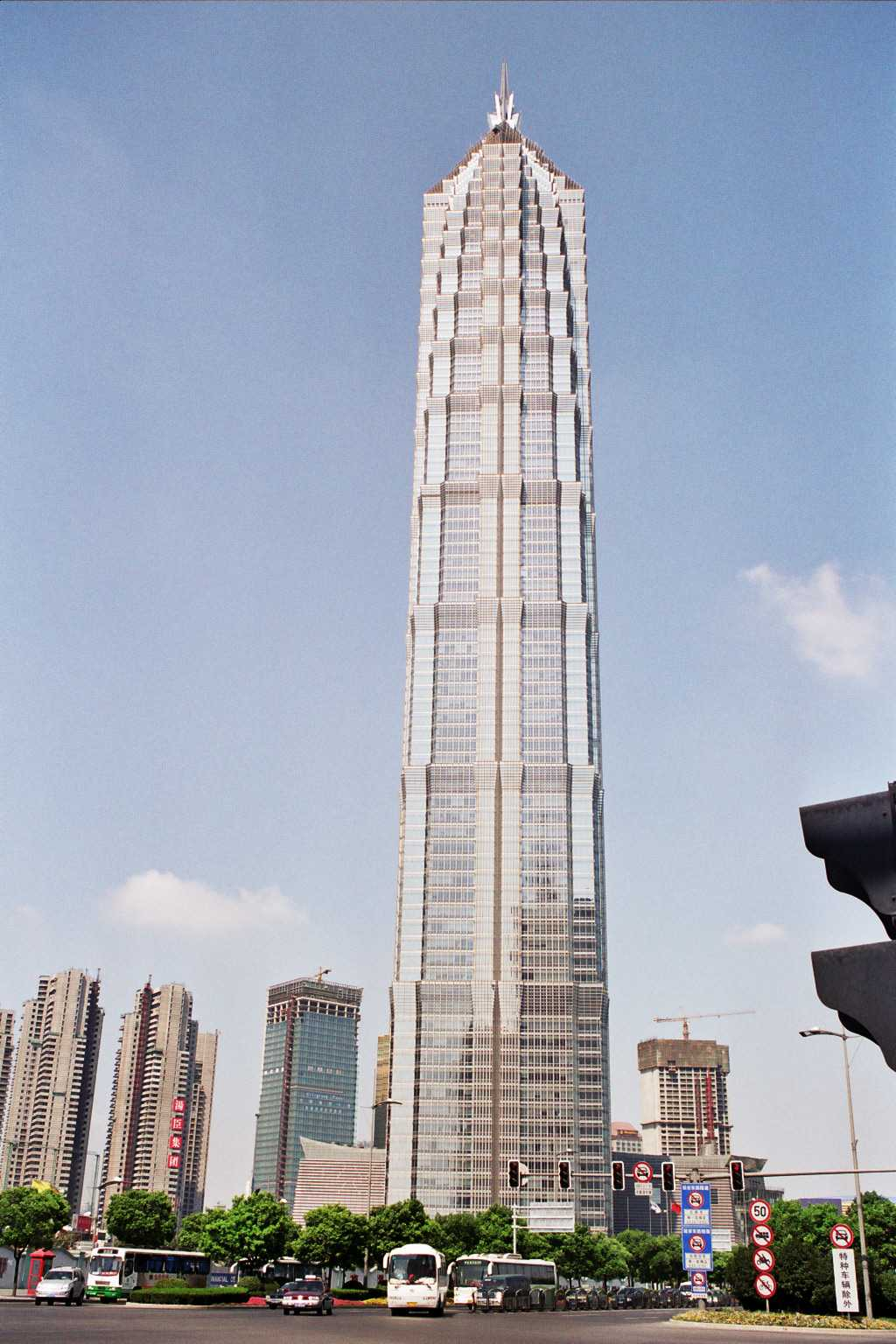
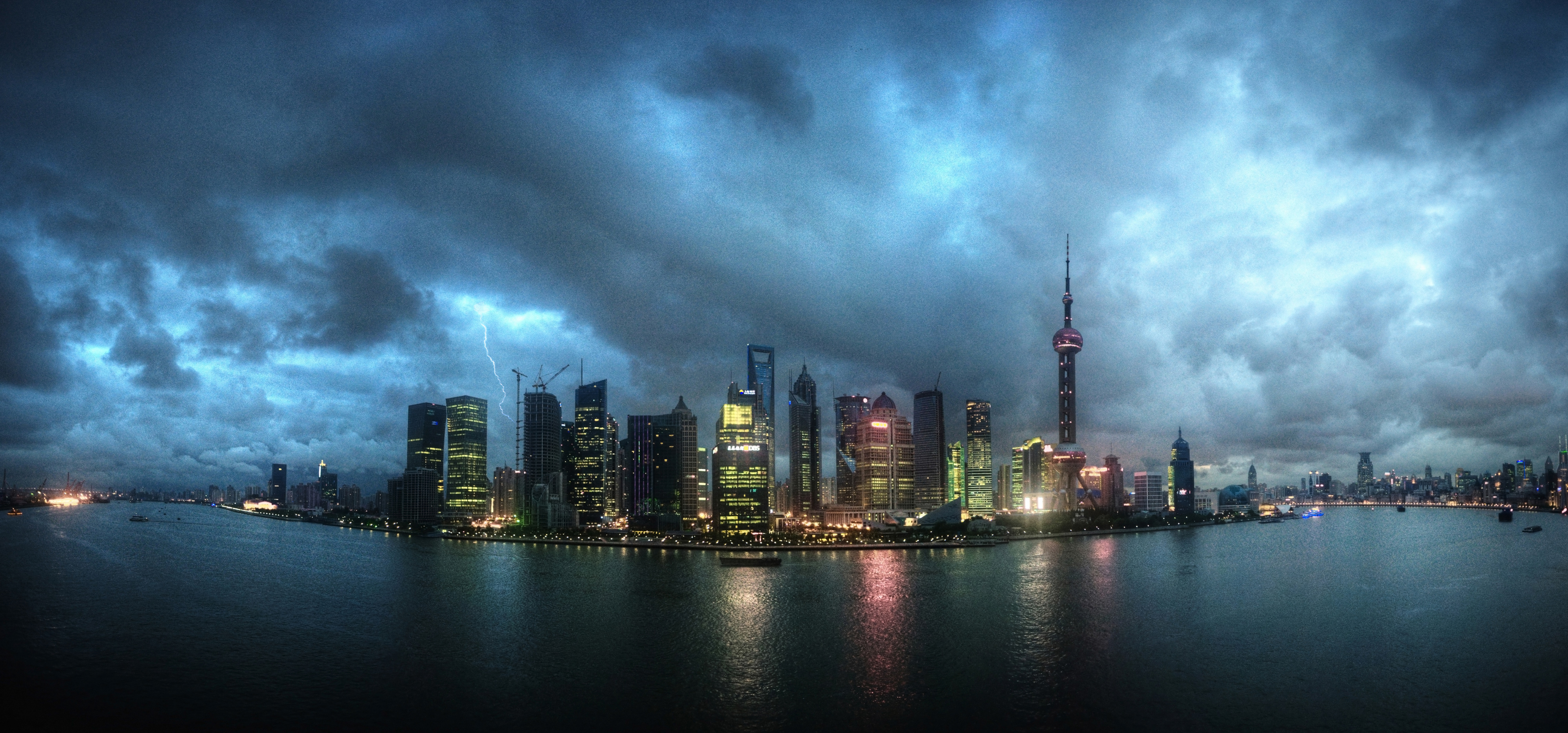
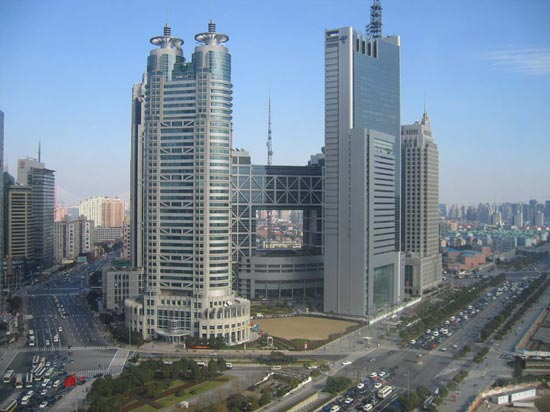
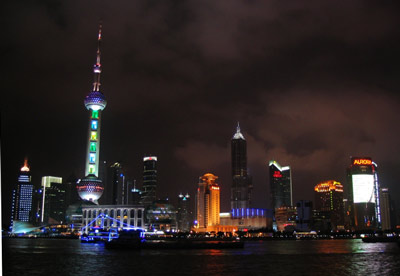
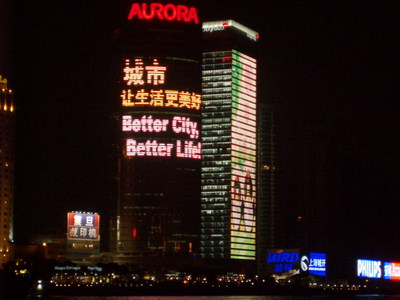
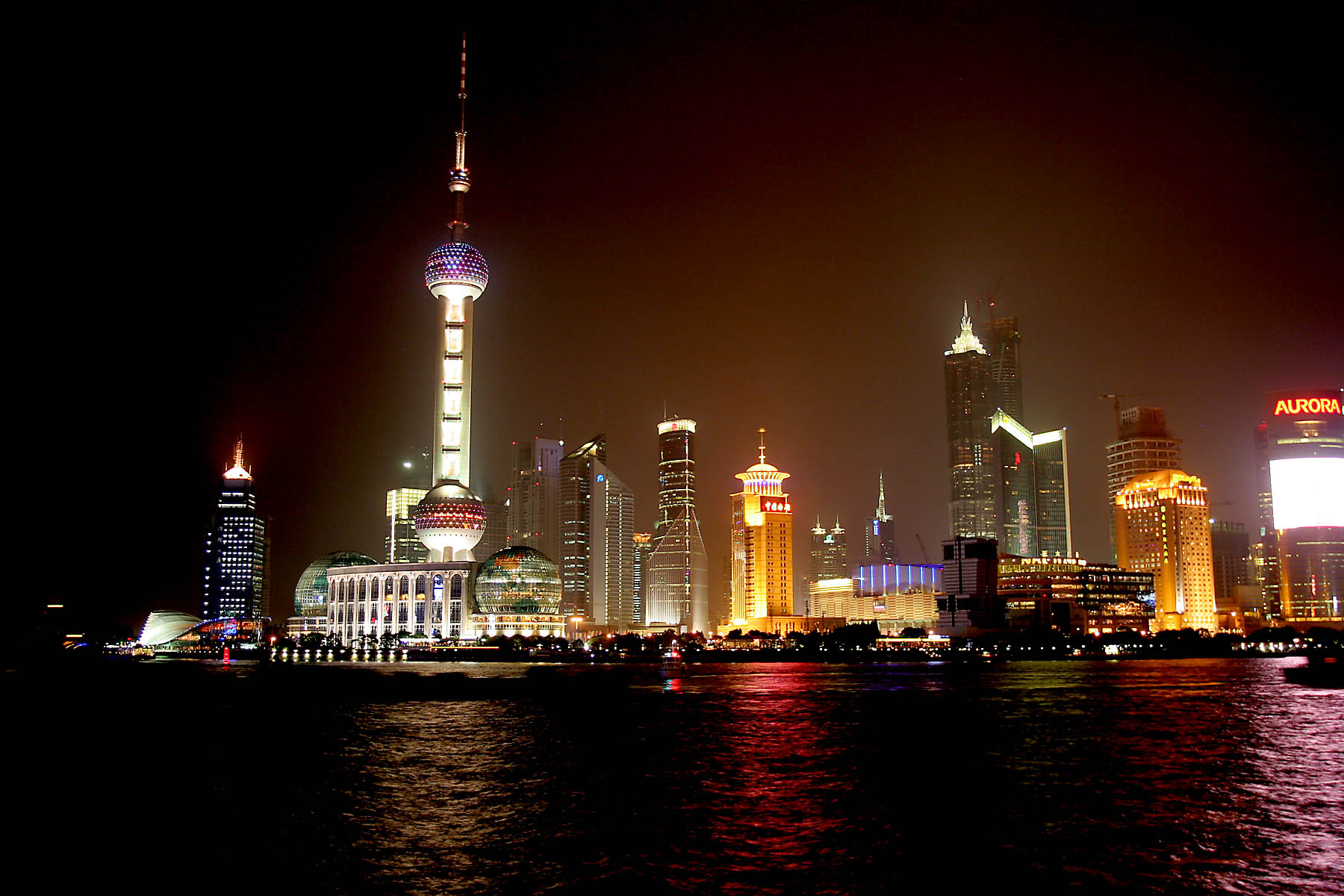
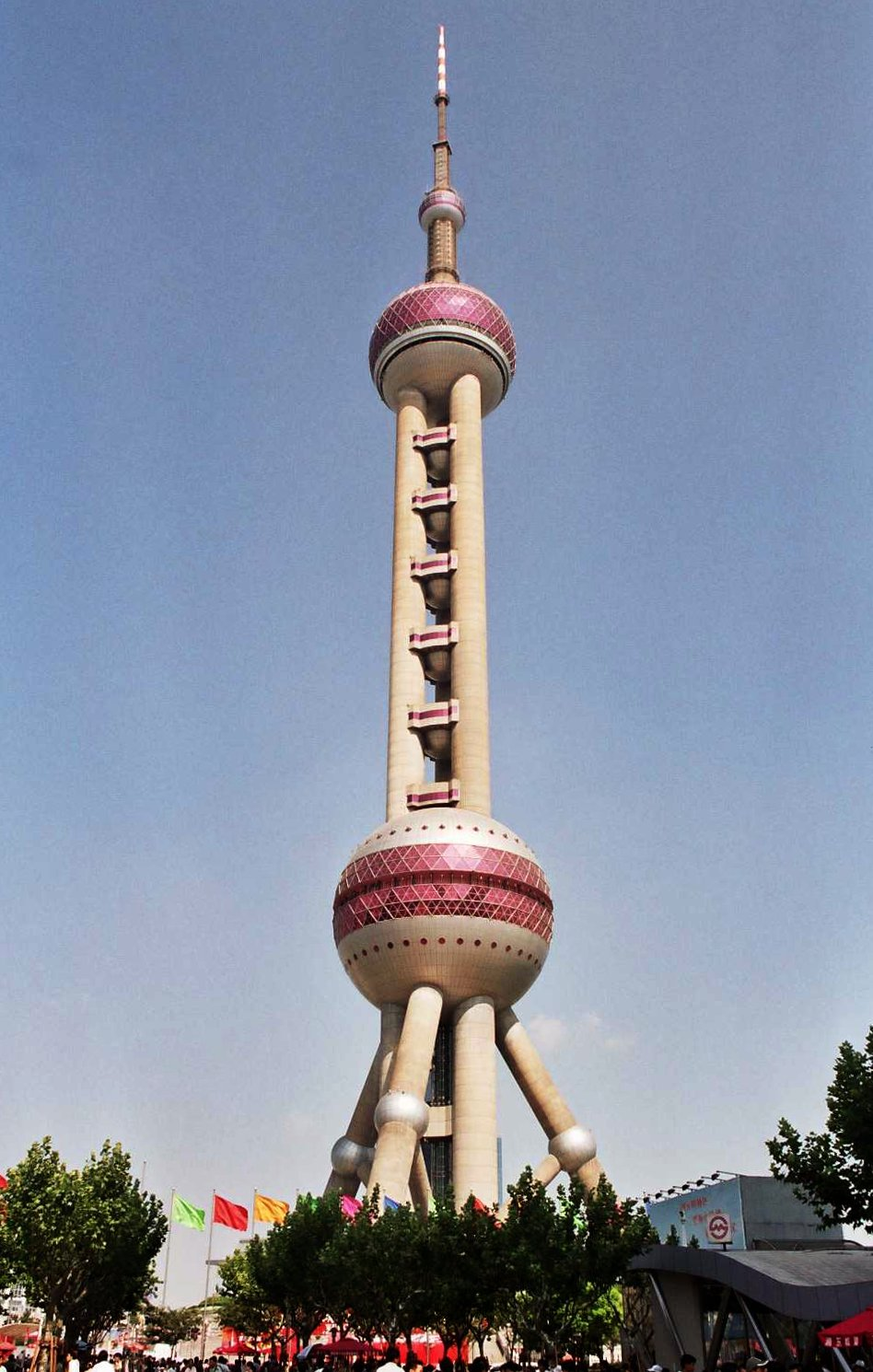
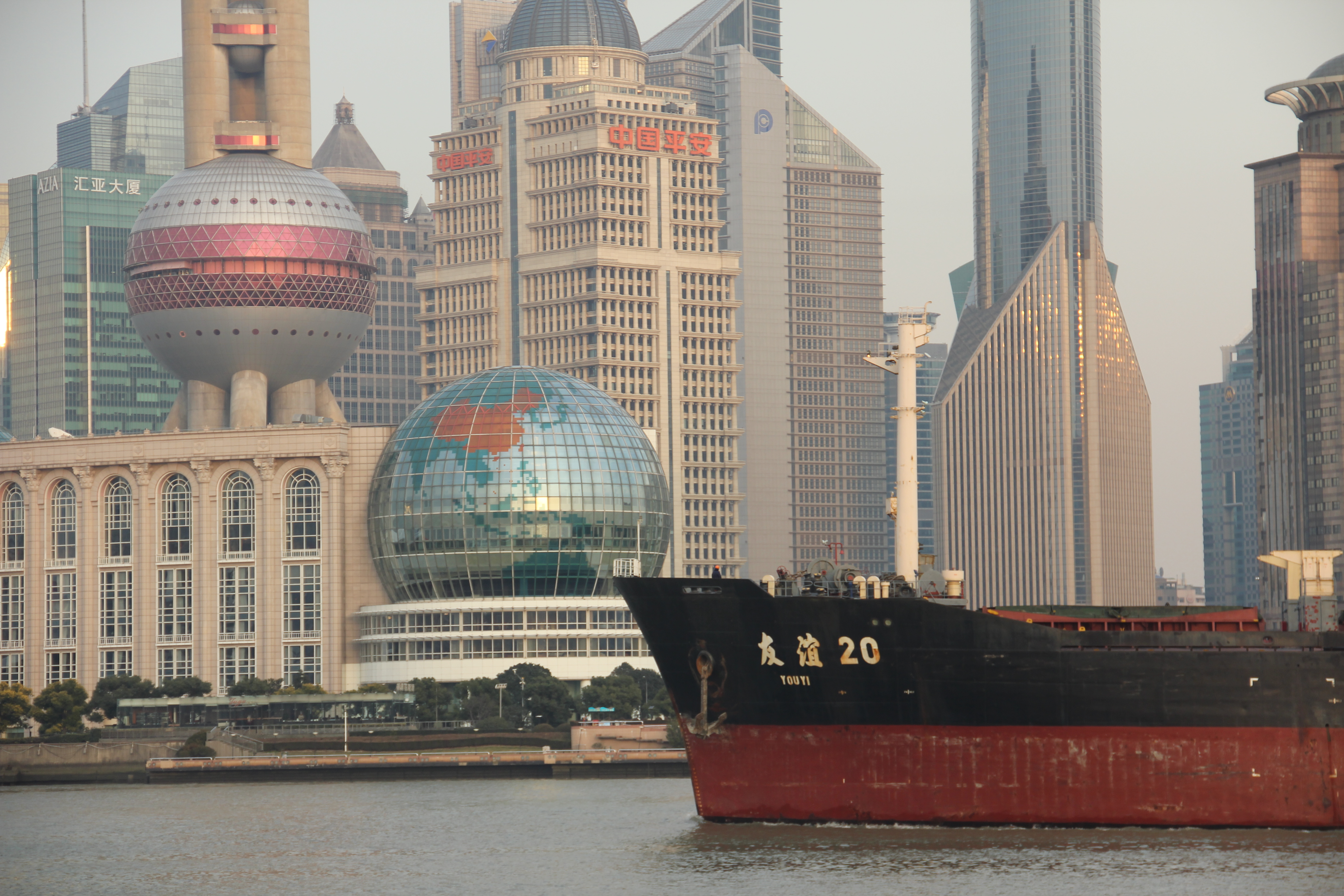
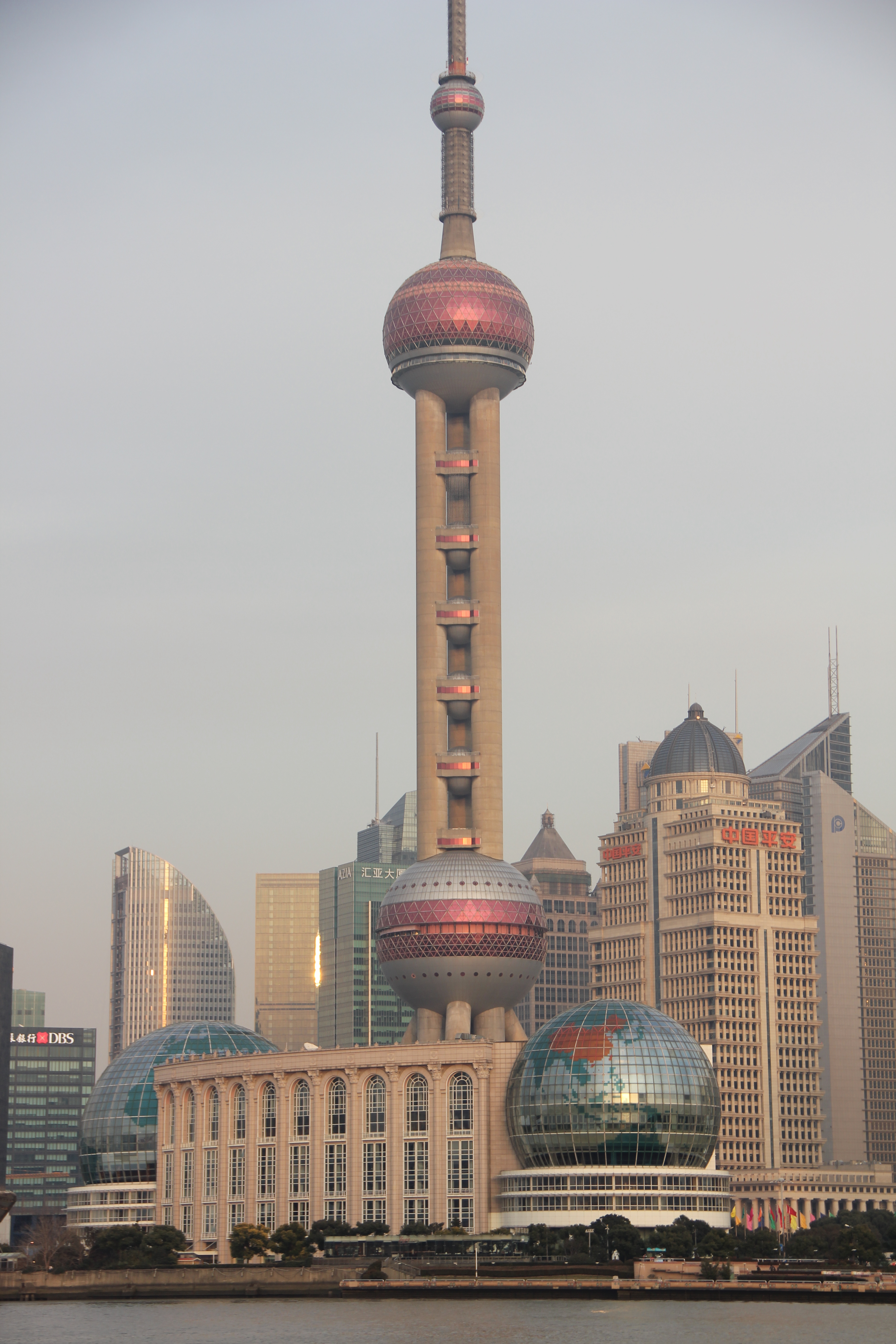
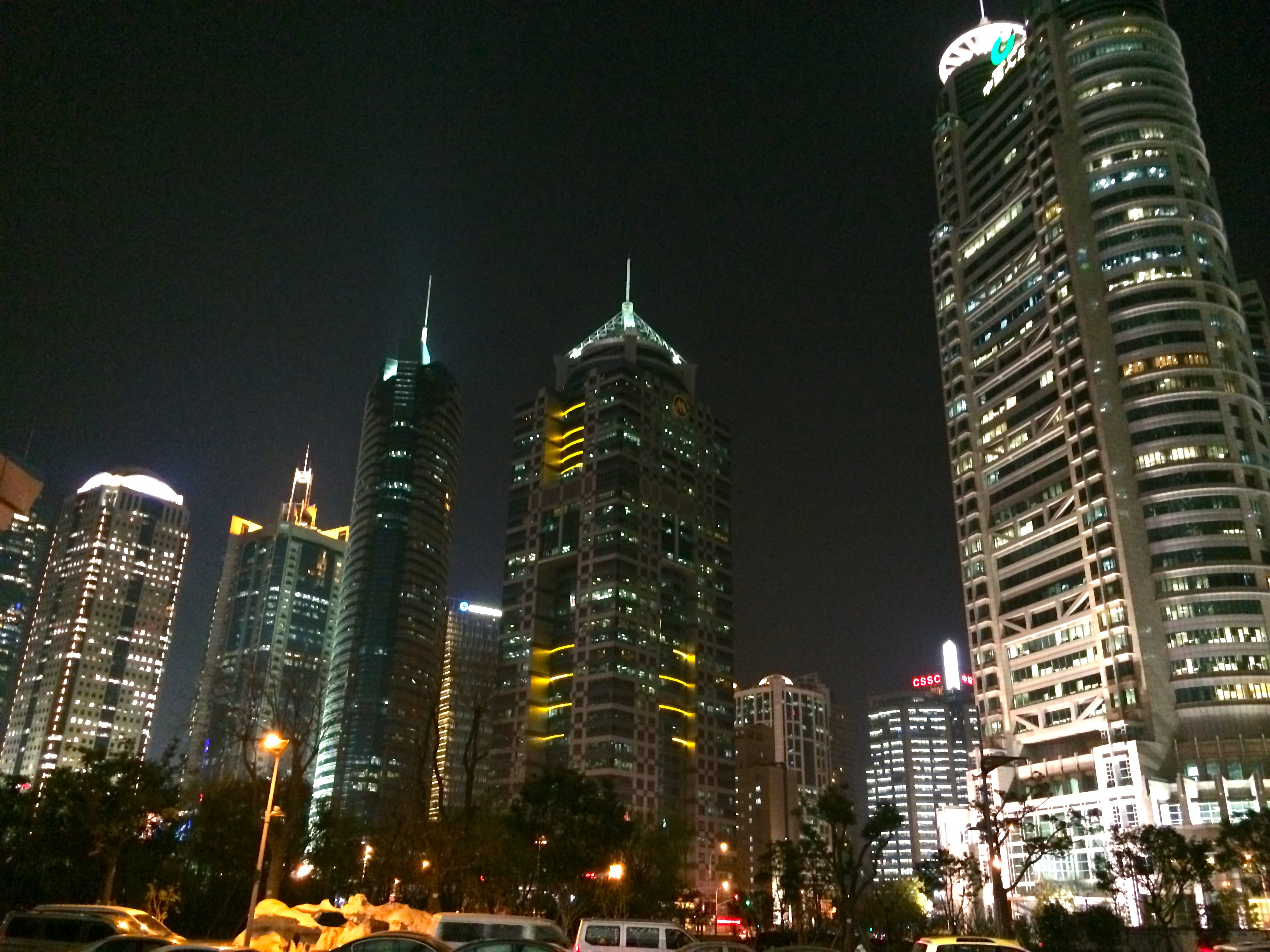
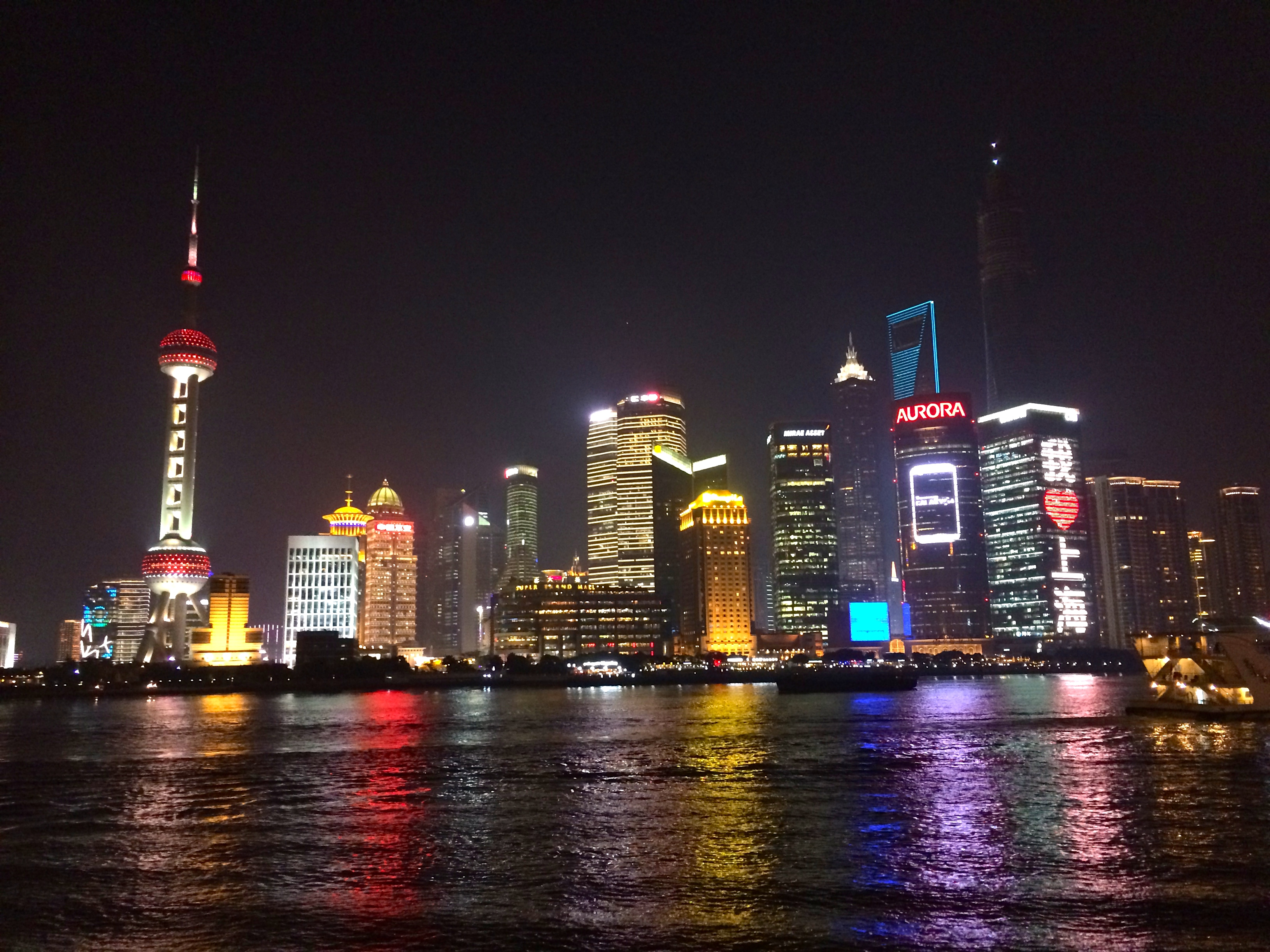